# 옥사나 말라야
옥사나 말라야(우크라이나어: Оксана Олександрівна Малая, 1983년 ~ )는 ‘개들이 키운 소녀’로 알려진 우크라이나 여성이다. 3살 무렵 알콜중독자였던 부모에게 버려져 8살 때까지 개들과 같이 지냈다.

## 같이 보기
- 야생아
- 지니 (야생아)